# 小区
小區（英語：Microdistrict）是指苏联设计的一种居住建筑群规划区，在今天的俄罗斯及一些前苏联国家依然沿用了这一概念。中华人民共和国于1957年从苏联引入“社區”规划概念。

## 蘇聯

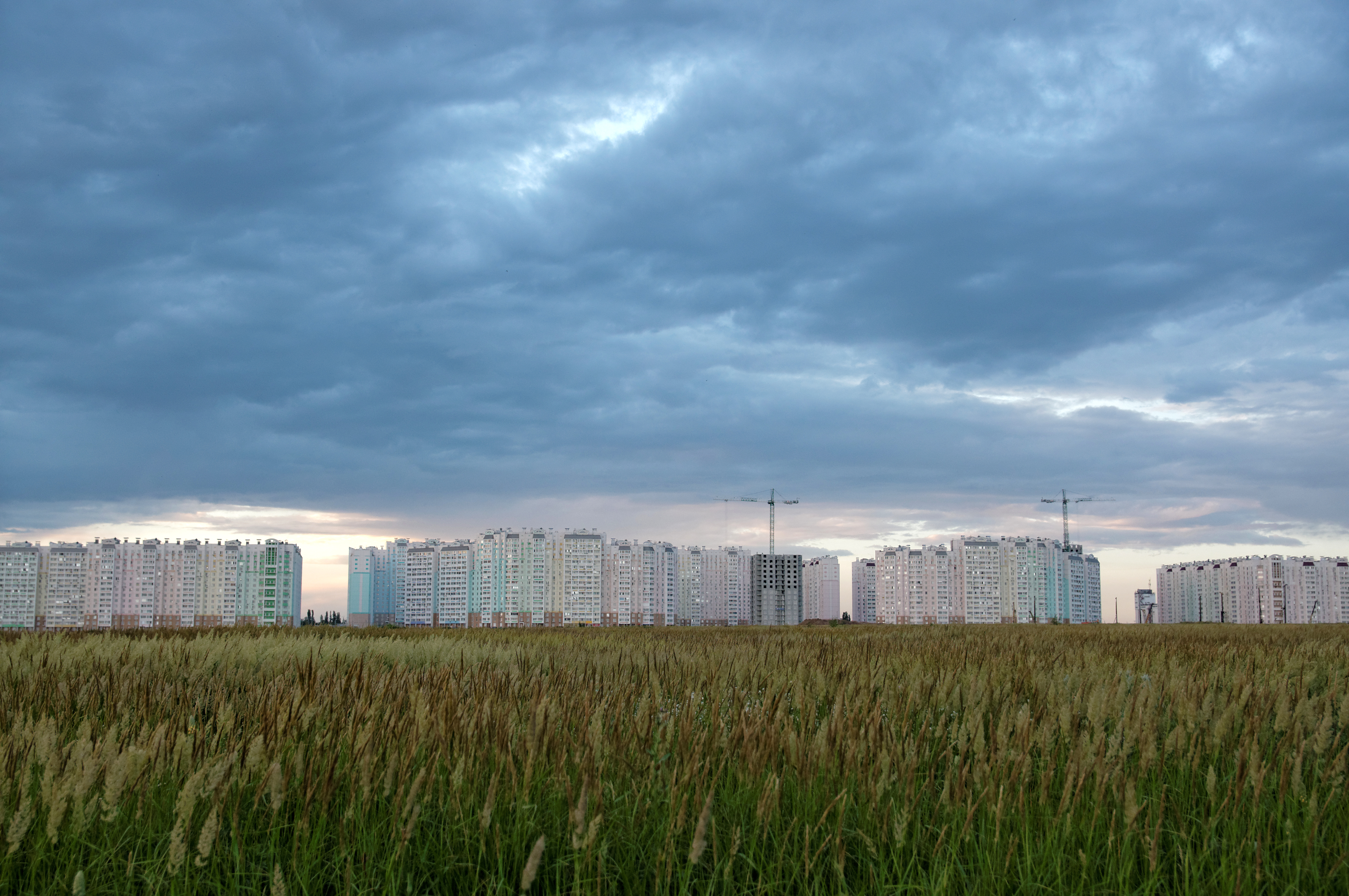
俄罗斯顿河河畔罗斯托夫的一个小区

依照苏联的施工规则，一处典型小区涵盖了10至60公顷的土地，最大不能超过80公顷，由民居（一般是多层公寓楼）和公共服务建筑（如商場、便利商店、診所等）组成。一般来说，将主要的车道、林荫道和自然障碍物作为小区之间的界限以利于建设城市道路、降低维护成本及强调公共交通，主要的机动车道和直通车道不会穿过小区。今天的小区不再仅仅是生活聚集地的概念，还包括工作聚集场所，娱乐场所等吸引并固定人群的功能。

## 中華人民共和國

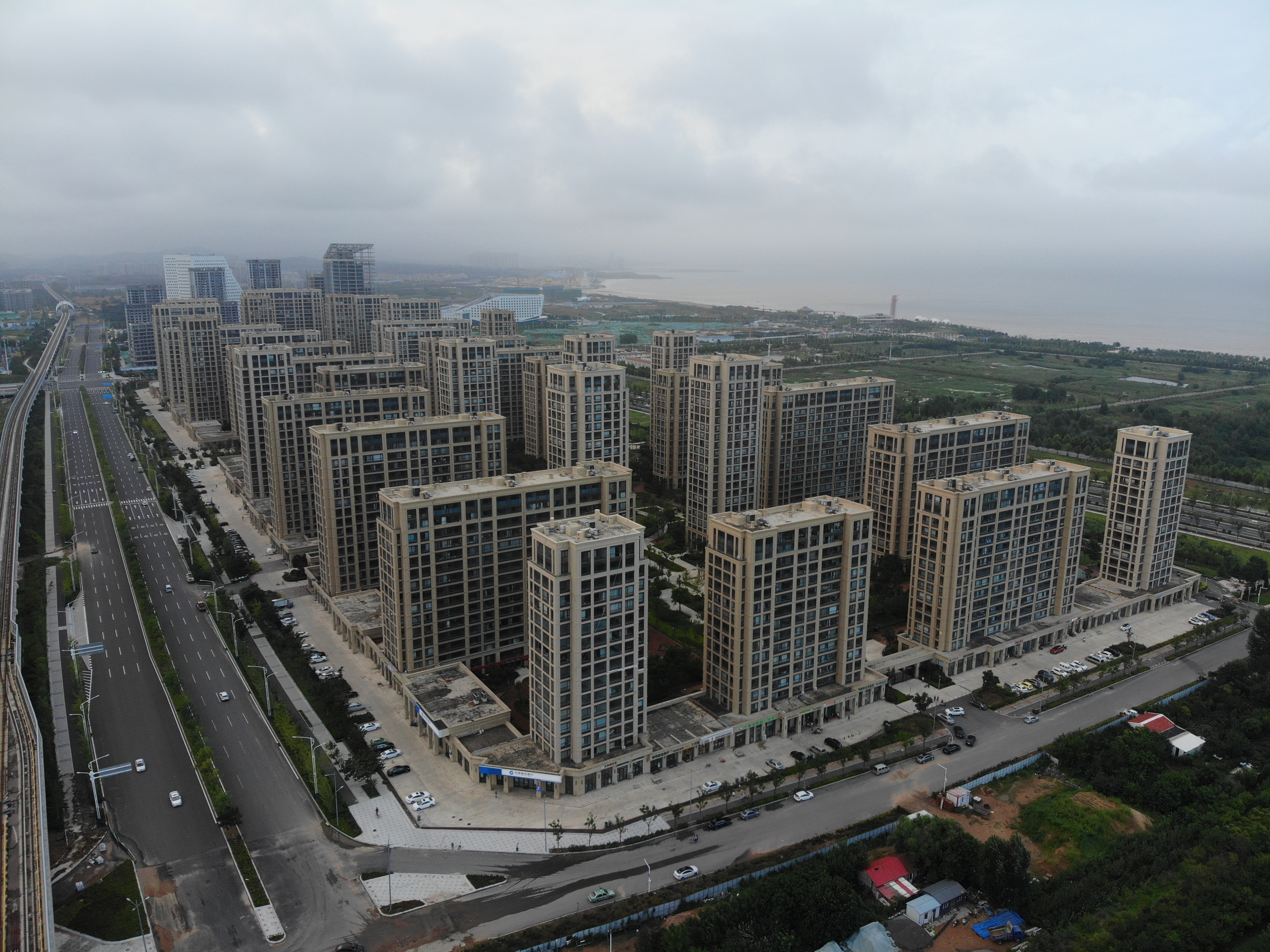
一小区全景（青岛）

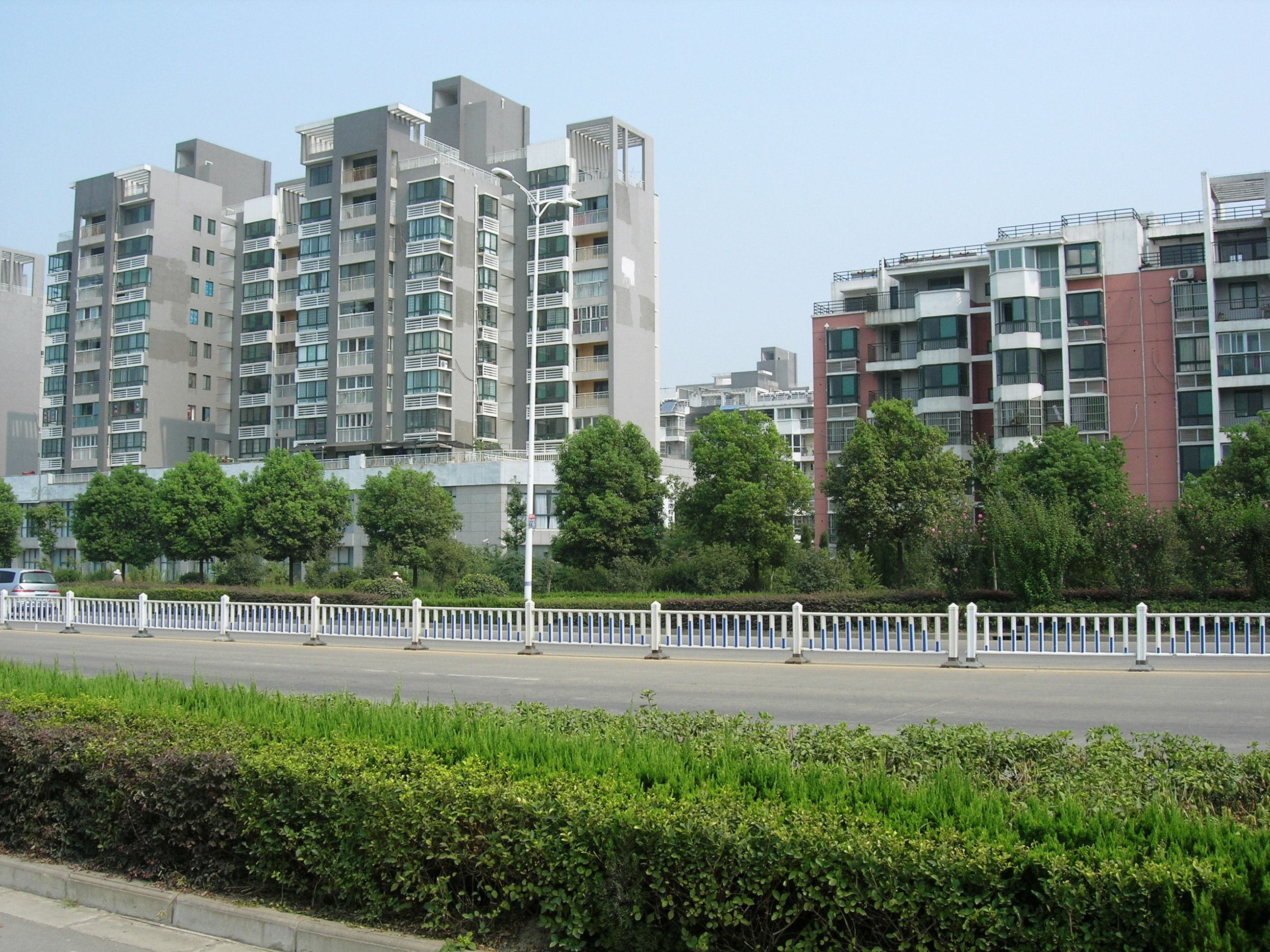

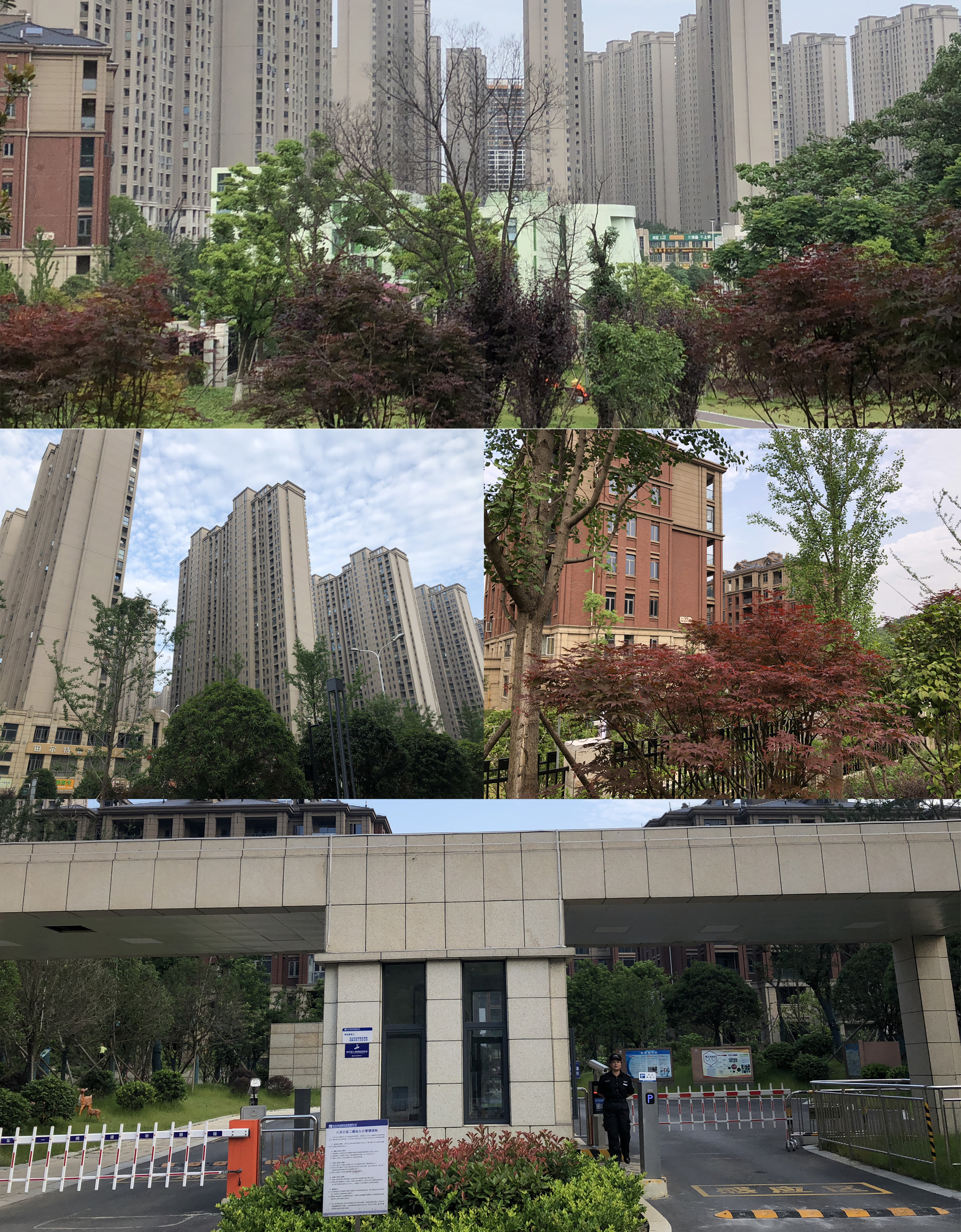
一种大型小区（八方小区）

在中華人民共和國，小區是在城市一定区域内、具有相对独立居住环境的大片居民住宅，每一个小区往往会配备相应的保安公司进行日常的事务管理和安保，通常由围墙与其他住宅单元或小区隔开，拥有独立的受保护的出入口，通常會設有業主委員會，按2016年2月6日發佈之《中共中央國務院關於進一步加強城市規劃建設管理工作的若干意見》今後將不能再建立小區，新建建築群必須以街區代替；而擁有政治管理權(名義上屬自治組織)的社區居民委員會可以管辖所属城市之街道辦公室或鎮轄下的相屬所有小区，即是說一個社區由數個小區或街區組成，街道再由數個社區組成；與街道同級的鎮(其實同級的還有鄉，但鄉只由行政村村民委員會(名義上屬自治組織)組成，並不設社區)在城鎮化區域設立社區，並管轄其下小區及街區。

## 香港的誤用
2021年1月，因應油麻地和佐敦一帶短時間內出現多宗2019冠狀病毒病個案，就指定區域內的大廈若出現一宗或以上確診個案，政府便要求曾身處相關大廈的人士須於明日至下周一的三日內接受強制檢測。其後政府更實行限制與檢測宣告，突然圍封民居並強制檢測。相對以上小區概念，香港政府以「小區」形容有關區域，實屬誤用，正確的相等概念應為街區。而有關錯誤，亦引起輿論界的留意。而香港有些人誤會了小區等於香港的社區，直接拿小區代替社區，但事實上小區更接近香港的屋苑或屋邨，小區只是社區組成的一部份，兩者並非相通。2023年香港成立關愛隊，並把十八區下分成若干小區，但這些小區實際上是原來的社區，又再一次誤會了小區等於社區。